# Бобруйський бровар
Бобруйський бровар (біл. ЗАТ «Бабруйскі бровар») — білоруська пивоварна компанія. Завод «Дєдново» заснований 1958 року. У лютому 2004 року компанія Detroit-Belarus Brewing Company LLC (DBB Company), створеної за участю американської інвестиційної групи Detroit Investment Ltd. та Міжнародної фінансової корпорації, і «ВАТ Дєдново» (Бобруйськ Могильовської обл., Білорусь) зробили ребрединг на СЗАО «Білоруська пивоварна компанія», а з серпня 2005 як «Сябар». Із грудня 2007 року ввійшли в склад Heineken N.V. та назвалися ІЗАО «Пивоварна компанія „Сябар“», а з 2010 року як «Пивоварня Хайнекен». Із 2017 року належить Oasis.